# Rhynchoglossum notonianum
Rhynchoglossum notonianum är en tvåhjärtbladig växtart som först beskrevs av Nathaniel Wallich, och fick sitt nu gällande namn av Brian Laurence Burtt. Rhynchoglossum notonianum ingår i släktet Rhynchoglossum och familjen Gesneriaceae. Inga underarter finns listade i Catalogue of Life.